# エドワード・マクダウェル

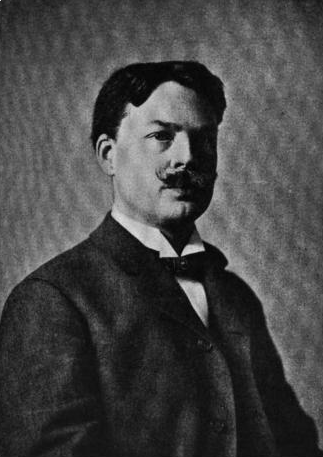
エドワード・マクダウェル

エドワード・アレグザンダー・マクダウェル （Edward Alexander MacDowell 1860年12月18日ニューヨーク - 1908年1月23日）は19世紀末のアメリカ合衆国を代表するロマン主義音楽の作曲家・ピアニスト・大学教授。たくさんのピアノ小品や2つのピアノ協奏曲で有名。スコットランド系移民の父親とアイルランド系移民の母親の間に生まれた。なお、MacDowellの読みは、日本ではマクダウェルで知られているが、実際の発音は-ow-が二重母音となり、マクダウルに近い（[məkdáuəl]）。

## 生涯
マクダウェル家はニューヨークで宿泊所を営んでおり、しばしば国外からの音楽家が長期滞在するのに利用していた。マクダウェル少年は、コロンビア出身のヴァイオリニスト、フアン・ブイトラーゴやベネズエラ出身のピアニスト、テレサ・カレーニョの二人にピアノと音楽の手ほどきを受け、楽才を認められた。1877年に母親に連れられてフランスに渡り、パリ音楽院より入学資格を得る。同級生（マクダウェルの1学年下という説もある）にはドビュッシーがいた。しかしながら、フランスの言語や文化習慣になじめず、留学先をドイツに変更、フランクフルトのホーホ音楽学校に籍を置き、ピアノを学ぶ傍ら、校長ヨアヒム・ラフに作曲を師事、その愛弟子となる。1879年にリストが同校を訪問した際に、学生の作曲した作品によるコンサートが行われ、マクダウェルは自作のほかに、リストの交響詩のピアノ用編曲を演奏した。ダルムシュタット音楽院でピアノ教師を1年務め、1884年に、ニューヨーク出身のアメリカ人女性で、ドイツでの教え子マリアン・ネヴィンズと結婚した。

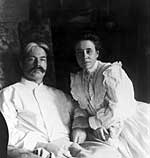
マリアン夫人と（1905年ごろ）

1888年に請われてアメリカ合衆国に帰国し、ボストンで音楽教師やピアニストとして活動を続けた。その後にコロンビア大学に招かれ音楽学部の主任教授に就任するかたわら、男声合唱団メンデルスゾーン・グリー・クラブの指揮者なども引き受けている。公務に忙殺されるようになってからは、作曲活動を夏に限るようになった。
1902年に辻馬車に撥ねられ、その後遺症により心身の病に冒され始め、教壇に復帰することができなくなる。メンデルスゾーン・グリー・クラブはマクダウェルの闘病生活のために募金を行なってマリアン夫人を支えた。1908年に全身麻痺により急死し、ニューハンプシャー州の避暑地ピーターバラに所有する山荘に埋葬された。晩年のマクダウェルは、この別荘を、文筆家や作曲家のために芸術家村として開放するプランを練っており、その遺志はマリアン未亡人の尽力によりマクダウェル・コロニーとして実現された。また、事故の年には、アメリカ文芸アカデミーの最初の会員にも選び出されている。

## 作風
マクダウェルは多感な時期からヨーロッパ生活が長く、そのため自らを精神的にはヨーロッパ文化、とりわけドイツやスカンジナビアの精神文化に帰化しているとさえ見なしていた。ヨアヒム・ラフやリストらヨーロッパ屈指の才能との親交が、その自己評価に拍車をかけた。同時代のアメリカ合衆国については文化水準の低い国と看做しており、自分はアメリカ楽壇を指導するために帰国したのだと考えていた。その考えから、アメリカ音楽の発展のために、同郷人で自分と似たような経歴を持つアメリカ人作曲家ジョージ・テンプルトン・ストロング・ジュニアに帰国を要請し、一時的にそれを実現させている。
ヨーロッパ時代に作曲された作品は、このため、メンデルスゾーンやシューマン、ショパンなどの影響が色濃く表れ出ている。自らが演奏するために作曲したピアノ協奏曲は、自分とファーストネームを同じくするグリーグへの傾倒のもとに作曲されており、とりわけ第1番は、調性や曲想などにグリーグ作品との類似が指摘できる。グリーグからの影響は、帰国後の作品である4つの副題つきピアノ・ソナタにも当てはまる。リストの影響は、初期のいくつかの交響詩や、帰国後の2つの管弦楽組曲に認められ、恩師ラフ譲りの卓抜なオーケストレーションが印象深い。
マクダウェルは交響曲や室内楽の本格的な創作には興味を示さず、ブラームスやドヴォルザーク、第2次ニューイングランド楽派の作曲家については、その才能は認めるが作品は評価しないという態度で臨んだ。しかしながら、例外的にチャドウィックの諸作品を高く評価し、特に、スコットランド系・アイルランド系移民のもたらした民謡にインスピレーションを得る姿勢を、チャドウィックに倣っている。帰国後のマクダウェル作品、とりわけ1890年代から1900年代に作曲されたピアノ曲や歌曲に、民族音楽を思わせる音組織やリズムが目立っているのは、そのためである。マクダウェル作品の中でもっとも有名な《野ばらに寄す》は、このような作例のひとつに過ぎない。
一方で、成熟期のチャドウィックやゴットシャルクが黒人やカリブ海の民族音楽に開眼していったのに対して、晩年のマクダウェルは、アメリンディアン（アメリカ先住民）の民謡を和声付けするという手法で作曲にも取り組んだ。《管弦楽組曲 第2番》がその最も有名な例である。
歌曲の作曲はドイツ時代から取り組んでおり、そのためドイツ語の詩に数多く曲付けした。中でもお気に入りの詩人はゲーテとハイネであった。一方、メンデルスゾーン合唱団のために作曲された無伴奏合唱曲は、英語詩を用いて作曲されている。
日本では、マクダウェルの名とその作品は早くから流入しており、いくつかの歌曲は、ミュージカル作曲家シグマンド・ロンバーグのヒット曲と並んで、大正時代に楽譜が出版されている。近年では、炊飯器のTVCM曲に《野ばらに寄す》が使われた。

## 主要作品一覧
初期の出版作品の中には、エドガー・ソーン（Edgar Thorn[e]）なる偽名を用いて、作品番号つきで発表されたものもまじっている。

### 管絃楽曲
- ピアノ協奏曲 第1番 イ短調 作品15
- ピアノ協奏曲 第2番 ニ短調 作品23
- 交響詩（音詩）《ハムレットとオフィーリア》作品22
- 交響詩（音詩）《ランスロットとエレーヌ》作品23
- 交響詩（音詩）《ラミア》作品29
- 交響詩（音詩）《ローランドの歌》作品30
- チェロと管弦楽のためのロマンス 作品35
- 管弦楽組曲 第1番 作品42
- 管弦楽組曲 第2番 ホ短調《インディアン》作品48

### 器楽曲・ピアノ曲
- ピアノ・ソナタ第1番《悲劇的ソナタ Sonata Tragica 》作品45
- ピアノソナタ第2番《英雄的ソナタ Sonata Eroica 》作品50
- ピアノ・ソナタ第3番《北国のソナタ"Norse" 》作品57
- ピアノ・ソナタ第4番《ケルト風ソナタ"Keltic"》 作品59
- スズラン 作品1
- 軽快なリズムで 作品2
- 現代組曲 第2番 作品10
  - 前奏曲／プレスト／アンダンティーノ／間奏曲／狂詩曲／フーガ
- 現代組曲 第2番 作品14
  - 前奏曲／フガート／狂詩曲／小スケルツォ／行進曲／幻想曲
- 忘れられたおとぎ話 作品4
  - Sung outside the Prince's Door
  - 仕立て屋と熊
  - 薔薇の園の美女
  - 妖精の国
- 2つの幻想的小曲 作品17
  - ものがたり
  - 魔女の踊り
- ゲーテによる6つの牧歌 作品28
  - 森の中で
  - シエスタ
  - 月光に寄す
  - 銀色の雲
  - 横笛の牧歌
  - ツリガネソウ
- ハイネによる6つの詩曲 作品31
  - 漁師小屋
  - スコットランドの詩
  - 今は昔
  - 郵便馬車
  - 羊飼いの少年
  - 独白
- 演奏会用練習曲 作品36
- 演奏の技巧と様式の発展のための12の練習曲 作品39
  - 狩の唄
  - タランテラ風に
  - ロマンス
  - アラベスク
  - 林の中で
  - 小人の踊り
  - 牧歌
  - 影の踊り
  - 間奏曲
  - 旋律
- 12の超絶練習曲 作品46
  - ノヴェレッタ
  - 無窮動
  - 野の狩
  - 即興
  - 妖精の踊り
  - 悲しきワルツ
  - ブルレスケ
  - ブリュエット
  - トロイメライ
  - 5月の薫風
  - 即興曲
  - ポロネーズ
- 森のスケッチ 作品51
  - 野ばらに寄す
  - 鬼火
  - 昔の密会所にて
  - 秋に
  - インディアンのテント小舎から
  - 睡蓮に寄す
  - 『リーマスおじさん』より
  - 荒れた農地
  - 牧場の小川
  - 日暮れの語らい
- 海の小品集 作品55
  - 海へ
  - 漂う氷山
  - 紀元1620年
  - 星辰
  - 唄声
  - 深き淵より
  - オウムガイ
  - 海のただ中で
- 炉辺のおとぎ話 作品61
  - 昔の恋の物語
  - ウサギどん
  - ドイツの森から
  - サラマンダー
  - 幽霊屋敷
  - 燻る熾火
- ニューイングランド牧歌集 作品61
  - 古い庭園
  - 真夏
  - 真冬
  - 森の奥深く
  - インディアンの牧歌
  - 古いストローブマツに寄せて
  - 清教徒の時代より
  - 丸太小屋から
  - 秋の歓び

### 声楽曲
- 娘は軽やかに歌う
- 森の中で